# 가상 테이프 라이브러리
가상 테이프 라이브러리(VTL, Virtual Tape Library)란 데이터의 백업 및 복구를 위해 가상화 기술을 이용함으로써 디스크를 마치 테이프처럼 인식하여 데이터를 저장하는 시스템이다. 파일 단위로 데이터를 복구할 수 있고, 보유한 서버 수만큼 디스크를 분할해 테이프 라이브러리처럼 사용할 수 있어 데이터 복구 및 백업 속도가 테이프보다 빠른 것이 특징이다. 저장 매체로 디스크를 활용함으로써 안정성이 높으며 초기 도입비나 운영비도 절감할 수 있다. VTL의 반대말은 PTL로서, 물리적 테이프 라이브러리(Physical Tape Library)라고 한다.
최초의 VTL 솔루션은 1997년 IBM 회사의 VTS(Virtual Tape Server)이다. 현재 사용되는 대부분의 VTL 솔루션은 상대적으로 비용이 저렴한 SAS 또는 SATA 방식의 디스크 어레이를 사용하고 있다.

## 같이 보기
- 백업

## 참고
1. ↑  〈가상 테이프 라이브러리〉, 《IT용어사전》, 한국정보통신기술협회